# كريستيان دالماو
كريستيان دالماو مواليد 29 أغسطس 1975 في بورتوريكو، هو لاعب كرة سلة من بورتوريكو بدأ مسيرته الاحترافية في سنة 1992 يلعب في دوري بورتوريكو لكرة السلة ويحمل الرقم 19. يبلغ طوله 6 قدم 3 بوصة (1.9 م). مثّل منتخب بلاده. شارك في مسابقة كرة السلة في الألعاب الأولمبية الصيفية.

## الميداليات
| الميدالية | المسابقة                             |
| --------- | ------------------------------------ |
| فضية      | بطولة أمم الأمريكتين لكرة السلة 2009 |

## روابط خارجية
- كريستيان دالماو على موقع الاتحاد الدولي لكرة السلة (الإنجليزية)
- كريستيان دالماو على موقع كرة السلة الأوروبية.كوم (الإنجليزية)
- كريستيان دالماو على موقع ريلجم (الإنجليزية)
- كريستيان دالماو على موقع بروبوليرز (الإنجليزية)
- كريستيان دالماو على موقع سبورتس رفرنس (الإنجليزية)
- كريستيان دالماو على موقع أوليمبيديا (الإنجليزية)